# 步搖

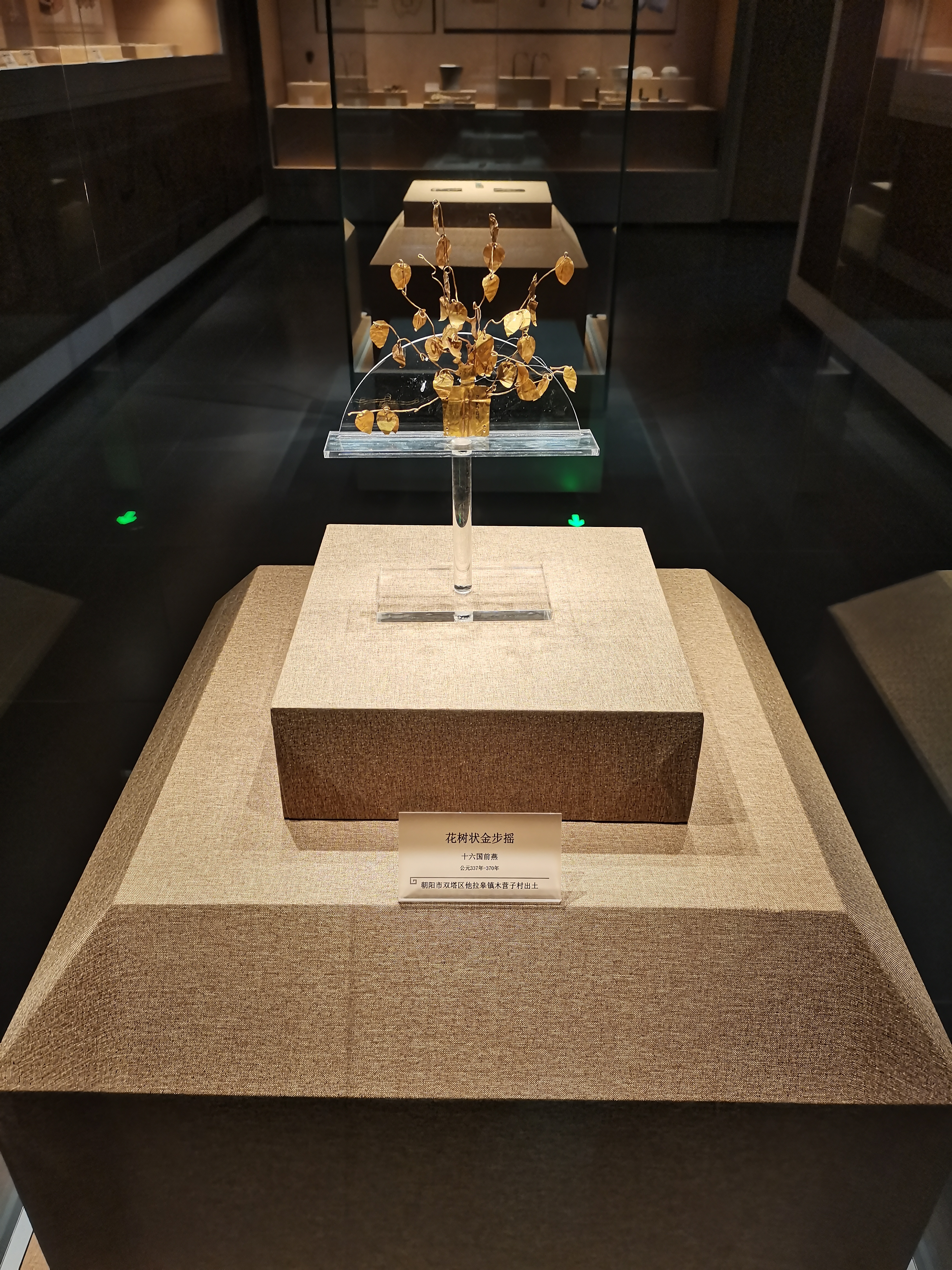
十六国时期的金步摇，朝阳博物馆展出

步搖是中國古代婦女插在髮髻上的一種頭飾，此類頭飾類似簪釵，簪釵上附有可以搖動的珠花，婦女在走路時珠花也會跟隨身體搖動，這也是步搖的名稱由來。